# Черакио (Кјети)
Черакио (итал. Cerracchio) је насеље у Италији у округу Кјети, региону Абруцо.
Према процени из 2011. у насељу је живело 23 становника. Насеље се налази на надморској висини од 431 м.